# Políedre regular
Un políedre regular és un políedre les cares del qual són polígons regulars iguals i que formen entre elles angles diedres iguals; així, totes les seves arestes mesuren igual. Des d'una perspectiva més tècnica, es tracta d'un políedre el grup de simetria del qual actua de manera transitiva sobre les seves cadenes de cares. Un políedre regular és altament simètric i és transitiu a les arestes, transitiu als vèrtexs i transitiu a les cares, i s'identifica pel seu símbol de Schläfli de la forma {n, m}, on n és el nombre de costats de cada cara i m el nombre de cares incidents a cada vèrtex.
Hi ha cinc políedres regulars convexos finits, coneguts com a sòlids platònics, pel fet que el filòsof Plató en desxifrà algunes característiques. Són els següents: 
- Tetràedre (o tetraedre), amb quatre cares triangulars i quatre vèrtexs ({3, 3})
- Cub o hexàedre (o hexaedre), amb sis cares quadrades i vuit vèrtexs ({4, 3})
- Octàedre (o octaedre), amb vuit cares triangulars i sis vèrtexs ({3,4})
- Dodecàedre (o dodecaedre), amb dotze cares pentagonals i vint vèrtexs ({5,3})
- Icosàedre (o icosaedre), amb vint cares triangulars i dotze vèrtexs ({3,5})

També hi ha quatre políedres estelats regulars, la qual cosa fa que els políedres regulars siguin nou en total.

## Políedres regulars
Existeixen cinc políedres regulars convexos, coneguts com a sòlids platònics, i quatre políedres estelats regulars, anomenats políedres de Kepler-Poinsot:

### Sòlids platònics
|                  |            |                 |                   |                  |
| tetràedre {3, 3} | Cub {4, 3} | Octàedre {3, 4} | Dodecàedre {5, 3} | Icosàedre {3, 5} |
| χ = 2            | χ = 2      | χ = 2           | χ = 2             | χ = 2            |

### Políedres de Kepler–Poinsot
|                                   |                          |                                  |                         |
| Petit dodecàedre estelat {5/2, 5} | Gran dodecàedre {5, 5/2} | Gran dodecàedre estelat {5/2, 3} | Gran icosàedre {3, 5/2} |
| χ = −6                            | χ = −6                   | χ = 2                            | χ = 2                   |